# قزل درق
قزل درق یک روستا در ایران است که در دهستان خانندبیل غربی واقع شده‌است. قزل درق ۱۶۱ نفر جمعیت دارد.